# 长白山火山国家地质公园
吉林长白山火山国家地质公园，位于吉林省的东部边境，是中华人民共和国国土资源部授予的第五批国家地质公园。在长白山周围分布着100多座火山。最大的火山口海拔2600米左右，直径达4.5公里，是漏斗型，深达800多米。其景观独特，在中国国内罕见。周围小的锥体，海拔高在1000米左右。火口多为溢出口，呈椅形、新月形，山顶平坦。著名的有西鹅毛顶子、东鹅毛顶子、西土顶子，东土顶子、西马鞍山、东马鞍山、赤峰、老房子小山等。小火山拱卫着长白山，构成了壮观的火山群。
龙岗火山群位于长白山火山群之西，包括靖宇县中部、辉南县东南部和柳河县东北部，主要在龙岗山脉的中段，由于第三纪以来有多次熔岩喷发，构成大片熔岩台地，该火山群火山活动也很频繁。

## 地貌
长白山火山群以长白山截顶圆锥火山为主，周围有广阔的熔岩台地，台地上又有众多的小火山分布。长白山火山锥体矗立于海拔600～1100米的熔岩台地上；海拔1100～1800米为下部盾状基础，地面坡度一般在6～10度；1800米以上为陡坡锥体，坡度多在15度以上。陡坡锥体的平面轮廓呈卵形，长轴近北西—东南向延伸，宽约15公里，长约27公里。火山锥顶有火山口湖——天池（中朝界湖）。
天池周围火山口壁陡峭，并形成十几座环状山山峰，海拔均在2500米以上，其中将军峰最高，海拔2749米。白云峰海拔2691米，在天池西侧，为我国东北的第一高峰。天池东北有天豁、铁壁、华盖、紫霞诸峰，天池西南有梯云、卧虎、冠冕（玉雪）诸峰，天池西北有龙门、观日、锦屏、芝盘、玉柱（青石）诸峰。因驻有气象站而得名的天文峰（2670米），介于铁壁、华盖两峰之间，有公路直抵山颠，可俯瞰天池。

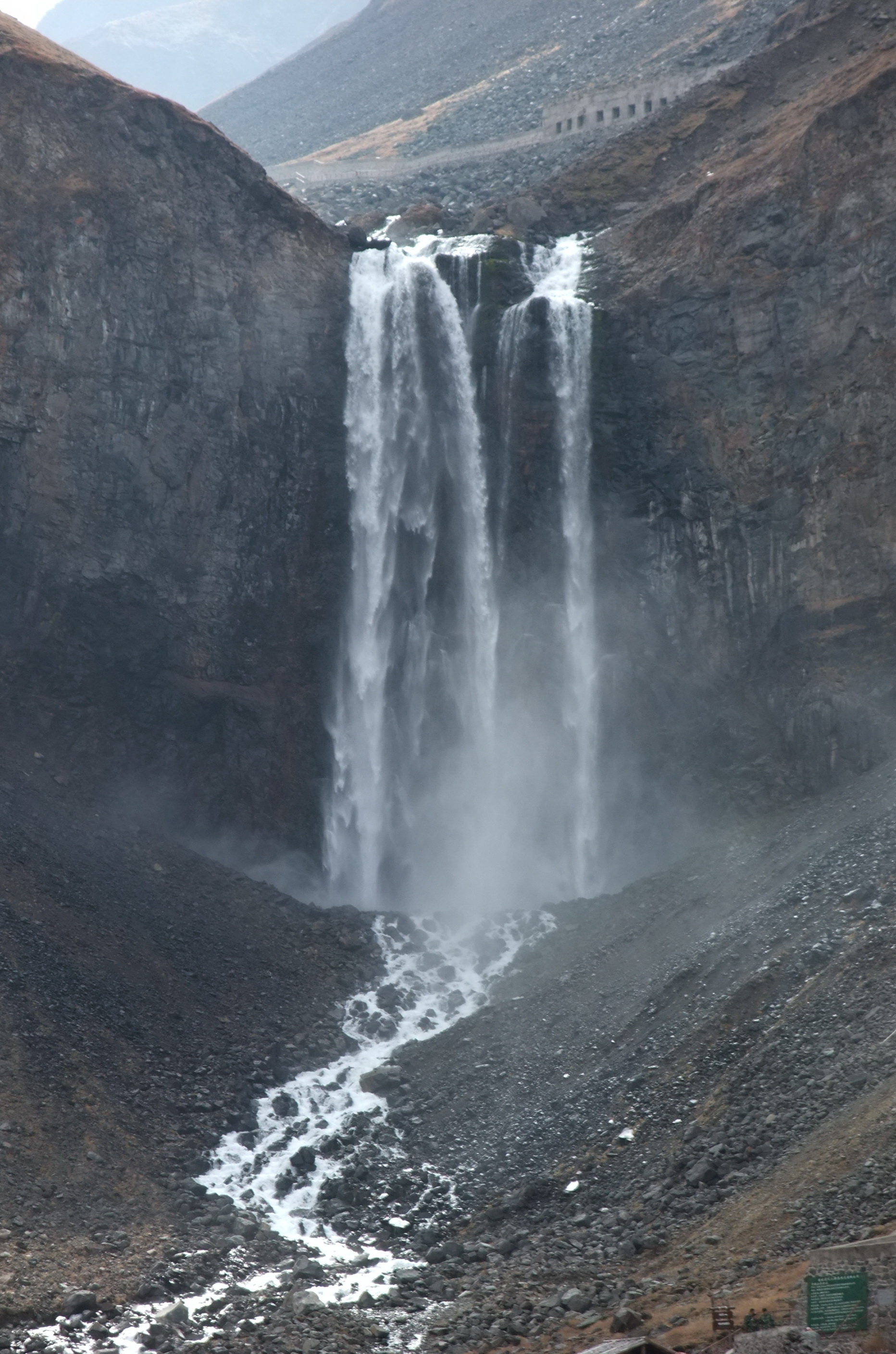
长白瀑布

天池北侧有一缺口，该河夹流在天豁峰与龙门峰之间，全长1250米，在其尽头形成高达68米的长白瀑布，瀑布下有长白温泉，均与二道白河相通，为松花江的源头。
长白熔岩台地位于长白火山锥体的周围，南至鸭绿江谷地，北至二道松花江谷地，西至头道松花江谷地，东至长虹岭附近，南北长约130公里，东西宽约100公里，亦称长白熔岩高原。南半部主要为长白期玄武岩，北半部主要为军舰山期玄武岩。台地面海拔600～1200米，由长白山火山向周围缓缓倾斜，南侧受河流切割形成一系列平行排列的峡谷，台地呈桌状，峡谷深达300～500米，其中长白县的十五道沟源于望天鹅峰，峡谷规模最大，现开辟为鸭绿江上游自然保护区。
长白熔岩台地上有众多的火山锥分布。其中望天鹅峰规模最大，位于长白火山西南32公里处，是长白熔岩台地上的又一座巨型火山，海拔2051.4米。山顶尖耸。向外过渡为穹状隆起的由长白期玄武岩构成的熔岩台地。火山锥体比较古老，由上新世早期的望天鹅期玄武岩组成，山顶经长期剥蚀破坏，古老岩系已经出露。出露基岩有燕山期花岗岩和晚侏罗世的酸性火山碎屑岩或熔岩。十五道沟的上游在火山锥上切割出巨大的峡谷。

## 地质
该火山群在大地构造上属中朝准地台胶辽台隆的东北部，位于北东向延伸的鸭绿江断裂和巨型纬向构造的复合部位，新生代以来火山活动频繁。
在第三纪初，这里形成准平原状态的低缓地形。在喜马拉雅运动开始时，沿断裂带有少量基性熔岩溢出，在长白县马鞍山村硅藻土矿剖面中的玄武岩，测年资料为距今1350万年和2840万年。
中新世早期，熔岩流的分布开始扩大，在临江以东，鸭绿江以北，形成大面积玄武质熔岩被，主要岩性为黑灰色致密状拉斑玄武岩，最大厚度300米左右，测年资料为距今1640万年。
上新世早期，在今长白山南侧有望天鹅期中心式喷发，形成望天鹅盾状火山。
上新世未到早更新世，断裂活动更加剧烈，并伴有大量灰黑色含橄榄玄武岩喷发，称军舰山期玄武岩，在抚松以东，甑峰山以西，二道江以南和长白火山以北，形成大面积玄武质熔岩被，与南部的玄武岩一起构成广阔的长白熔岩台地。熔岩厚达数百米，只有少数山峰突出在熔岩地面之上。
第四纪以来，由裂隙喷发逐渐转为中心式喷发。中更新世，沿长白山火山口喷出粘稠的碱性粗面质岩浆，围绕火山口呈环状分布，叠加在早期形成的盾状熔岩基底之上，并构成了接近今日面貌的巨型层状截顶火山锥体。
晚更新世，在长白山火山锥体附近有小型寄生火山喷出，与此同时有熔岩流充填图们江上游河谷，并在广坪一带形成沿河谷伸展的熔岩台地。
全新世晚期（约公元900多年），沿长白山火山口又发生有爆炸性中心式喷发，喷出大量灰白色及浅黄色碱性粗面质浮岩和凝灰角砾岩，披覆在火山锥的顶部，黄色与黑色粗面质浮岩见于白云峰、天文峰和其他环状山山顶，天文峰浮岩厚达79米以上，较细的火山灰渣随风飘落，堆积在以火山口为中心平均半径60～70公里的范围内，细粒物质向东飘落得更远。
1579年、1668年和1702年仍有小规模的阶段性喷发，喷出物以气体和少量碎屑为主。
在长白山附近有为数众多的温泉，火山活动的后期现象没有完全消失，而呈休眠状态。